# 23-й меридіан східної довготи
23-й меридіан східної довготи — лінія довготи, що лежить на 23 градусів східніше Гринвіцького меридіана. Вона проходить від Північного полюса через Північний Льодовитий океан, Атлантичний океан, Європу, Африку, Індійський океан, Південний океан та Антарктиду до Південного полюса.
23-й меридіан східної довготи формує велике коло разом із 157-мим меридіаном західної довготи.

## Список географічних об'єктів, що перетинає 23° сх. д.
Починаючи на Північному полюсі та рухаючись до Південного полюса, 23-й меридіан східної довготи проходить через:
| Координати                                                 | Країна, територія або море       | Примітки |
| ---------------------------------------------------------- | -------------------------------- | --- |
| 90°0′ пн. ш. 23°0′ сх. д. / 90.000° пн. ш. 23.000° сх. д.  | Північний Льодовитий океан       | |
| 80°27′ пн. ш. 23°0′ сх. д. / 80.450° пн. ш. 23.000° сх. д. | Норвегія                         | Шпіцберген — проходить через острів Північно-Східна Земля                                                                      |
| 79°16′ пн. ш. 23°0′ сх. д. / 79.267° пн. ш. 23.000° сх. д. | Баренцове море                   | |
| 78°13′ пн. ш. 23°0′ сх. д. / 78.217° пн. ш. 23.000° сх. д. | Норвегія                         | Шпіцберген — проходить через острів Едж                                                                                        |
| 77°18′ пн. ш. 23°0′ сх. д. / 77.300° пн. ш. 23.000° сх. д. | Баренцове море                   | |
| 72°25′ пн. ш. 23°0′ сх. д. / 72.417° пн. ш. 23.000° сх. д. | Атлантичний океан                | Норвезьке море |
| 70°51′ пн. ш. 23°0′ сх. д. / 70.850° пн. ш. 23.000° сх. д. | Норвегія                         | Проходить через острови Сьорьойя[en], Сейланн[en] і Схьерньойя[en] та материк                                                  |
| 68°42′ пн. ш. 23°0′ сх. д. / 68.700° пн. ш. 23.000° сх. д. | Фінляндія                        | |
| 68°19′ пн. ш. 23°0′ сх. д. / 68.317° пн. ш. 23.000° сх. д. | Швеція                           | |
| 65°45′ пн. ш. 23°0′ сх. д. / 65.750° пн. ш. 23.000° сх. д. | Балтійське море                  | Ботнічна затока |
| 63°49′ пн. ш. 23°0′ сх. д. / 63.817° пн. ш. 23.000° сх. д. | Фінляндія                        | |
| 59°50′ пн. ш. 23°0′ сх. д. / 59.833° пн. ш. 23.000° сх. д. | Балтійське море                  | |
| 58°55′ пн. ш. 23°0′ сх. д. / 58.917° пн. ш. 23.000° сх. д. | Естонія                          | Проходить через острів Хіюмааа                                                                                                 |
| 58°50′ пн. ш. 23°0′ сх. д. / 58.833° пн. ш. 23.000° сх. д. | Балтійське море                  | Затока Кассааре |
| 58°36′ пн. ш. 23°0′ сх. д. / 58.600° пн. ш. 23.000° сх. д. | Естонія                          | Проходить через острів Хіюмааа                                                                                                 |
| 58°21′ пн. ш. 23°0′ сх. д. / 58.350° пн. ш. 23.000° сх. д. | Балтійське море                  | Ризька затока — проходить західніше острова Рухну, Естонія                                                                     |
| 57°24′ пн. ш. 23°0′ сх. д. / 57.400° пн. ш. 23.000° сх. д. | Латвія                           | |
| 56°24′ пн. ш. 23°0′ сх. д. / 56.400° пн. ш. 23.000° сх. д. | Литва                            | |
| 54°22′ пн. ш. 23°0′ сх. д. / 54.367° пн. ш. 23.000° сх. д. | Польща                           | Проходить західніше Білостокв                                                                                                  |
| 49°51′ пн. ш. 23°0′ сх. д. / 49.850° пн. ш. 23.000° сх. д. | Україна                          | Львівська область — проходить західніше Самбора Закарпатська область — проходить східніше Мукачева                             |
| 48°0′ пн. ш. 23°0′ сх. д. / 48.000° пн. ш. 23.000° сх. д.  | Румунія                          | |
| 44°6′ пн. ш. 23°0′ сх. д. / 44.100° пн. ш. 23.000° сх. д.  | Болгарія                         | Приблизно на 9 км |
| 44°1′ пн. ш. 23°0′ сх. д. / 44.017° пн. ш. 23.000° сх. д.  | Румунія                          | |
| 43°49′ пн. ш. 23°0′ сх. д. / 43.817° пн. ш. 23.000° сх. д. | Болгарія                         | |
| 43°12′ пн. ш. 23°0′ сх. д. / 43.200° пн. ш. 23.000° сх. д. | Сербія                           | Проходить через найсхіднішу точку країни — приблизно на 7 км                                                                   |
| 43°9′ пн. ш. 23°0′ сх. д. / 43.150° пн. ш. 23.000° сх. д.  | Болгарія                         | |
| 41°47′ пн. ш. 23°0′ сх. д. / 41.783° пн. ш. 23.000° сх. д. | Північна Македонія               | Проходить через найсхіднішу точку країни — приблизно на 10 км                                                                  |
| 41°41′ пн. ш. 23°0′ сх. д. / 41.683° пн. ш. 23.000° сх. д. | Болгарія                         | |
| 41°20′ пн. ш. 23°0′ сх. д. / 41.333° пн. ш. 23.000° сх. д. | Греція                           | |
| 40°22′ пн. ш. 23°0′ сх. д. / 40.367° пн. ш. 23.000° сх. д. | Егейське море                    | |
| 39°33′ пн. ш. 23°0′ сх. д. / 39.550° пн. ш. 23.000° сх. д. | Греція                           | Проходить через півострів Магнісія                                                                                             |
| 39°21′ пн. ш. 23°0′ сх. д. / 39.350° пн. ш. 23.000° сх. д. | Егейське море                    | Пагасетійська затока |
| 39°1′ пн. ш. 23°0′ сх. д. / 39.017° пн. ш. 23.000° сх. д.  | Греція                           | Проходить через материк і острів Евбея                                                                                         |
| 38°53′ пн. ш. 23°0′ сх. д. / 38.883° пн. ш. 23.000° сх. д. | Егейське море                    | Протока Евріп[en] |
| 38°45′ пн. ш. 23°0′ сх. д. / 38.750° пн. ш. 23.000° сх. д. | Греція                           | |
| 38°13′ пн. ш. 23°0′ сх. д. / 38.217° пн. ш. 23.000° сх. д. | Затока Алкіонідес[en]            | |
| 38°4′ пн. ш. 23°0′ сх. д. / 38.067° пн. ш. 23.000° сх. д.  | Греція                           | Проходить через півострів Пелопоннес                                                                                           |
| 37°29′ пн. ш. 23°0′ сх. д. / 37.483° пн. ш. 23.000° сх. д. | Егейське море                    | Затока Арголікос[en] |
| 37°2′ пн. ш. 23°0′ сх. д. / 37.033° пн. ш. 23.000° сх. д.  | Греція                           | Проходить через півострів Пелопоннес                                                                                           |
| 36°31′ пн. ш. 23°0′ сх. д. / 36.517° пн. ш. 23.000° сх. д. | Середземне море                  | |
| 36°19′ пн. ш. 23°0′ сх. д. / 36.317° пн. ш. 23.000° сх. д. | Греція                           | Проходить через острів Кітера                                                                                                  |
| 36°9′ пн. ш. 23°0′ сх. д. / 36.150° пн. ш. 23.000° сх. д.  | Середземне море                  | |
| 32°39′ пн. ш. 23°0′ сх. д. / 32.650° пн. ш. 23.000° сх. д. | Лівія                            | |
| 20°1′ пн. ш. 23°0′ сх. д. / 20.017° пн. ш. 23.000° сх. д.  | Чад                              | |
| 15°35′ пн. ш. 23°0′ сх. д. / 15.583° пн. ш. 23.000° сх. д. | Судан                            | |
| 10°43′ пн. ш. 23°0′ сх. д. / 10.717° пн. ш. 23.000° сх. д. | Центральноафриканська Республіка | |
| 4°47′ пн. ш. 23°0′ сх. д. / 4.783° пн. ш. 23.000° сх. д.   | ДР Конго                         | |
| 11°6′ пд. ш. 23°0′ сх. д. / 11.100° пд. ш. 23.000° сх. д.  | Ангола                           | |
| 13°0′ пд. ш. 23°0′ сх. д. / 13.000° пд. ш. 23.000° сх. д.  | Замбія                           | |
| 17°17′ пд. ш. 23°0′ сх. д. / 17.283° пд. ш. 23.000° сх. д. | Ангола                           | |
| 17°43′ пд. ш. 23°0′ сх. д. / 17.717° пд. ш. 23.000° сх. д. | Намібія                          | Смуга Капріві |
| 18°1′ пд. ш. 23°0′ сх. д. / 18.017° пд. ш. 23.000° сх. д.  | Ботсвана                         | |
| 25°20′ пд. ш. 23°0′ сх. д. / 25.333° пд. ш. 23.000° сх. д. | ПАР                              | Північно-Західна провінція Північнокапська провінція Західнокапська провінція Східнокапська провінція Західнокапська провінція |
| 34°4′ пд. ш. 23°0′ сх. д. / 34.067° пд. ш. 23.000° сх. д.  | Індійський океан                 | |
| 60°0′ пд. ш. 23°0′ сх. д. / 60.000° пд. ш. 23.000° сх. д.  | Південний океан                  | |
| 70°6′ пд. ш. 23°0′ сх. д. / 70.100° пд. ш. 23.000° сх. д.  | Антарктида                       | Проходить через Землю Королеви Мод (претендує Норвегія)                                                                        |